# Monte Moro
Il Monte Moro (2985 m s.l.m.) è una montagna delle Alpi Pennine (massiccio del Monte Rosa - Alpi del Monte Rosa), quasi al confine con le Alpi Lepontine ad est.

## Caratteristiche
Fa parte del gruppo della Cima di Jazzi, rappresentando un anticima della Cima di Jazzi stessa ed è separato dal gruppo del Monte Rosa a ovest dal Passo del Monte Moro. 
Posto lungo il confine tra l'Italia e la Svizzera, sul passo giunge l'omonima funivia che parte dalla sottostante Valle Anzasca ovvero dal territorio del comune di Macugnaga e dalle pendici del monte ridiscende la pista da sci Moro-Bill, appartenente al medesimo comprensorio sciistico della località piemontese.